# Madurafot
Madurafot, en sjukdom i foten, som uppträder hos befolkningen i Indien, företrädesvis i Madurai och består av en inflammation och karies (röta) i fotens småben, med stark svullnad, varbildning, fistlar m.m. Sjukdomen, vilken anses som en särskild form av den över hela Indien förekommande fungus foot, "svampfot", torde bero på att i foten intränger en mögelsvamp, som av Berkeley fått namnet Chionyphe Carteri.
Madurafot